# Фриц Најдхолд
Фриц Најдхолд (Санкт Килијан, 16. новембар 1885 — Београд, 19. фебруар 1947) је био немачки генерал током Другог светског рата. Био је командант 369. легионарске дивизије. После рата осуђен је на смрт.